# Namaquanula
Miersia, Rod lukovičastih geofita iz porodice zvanikovki, dio potporodice Strumariinae. Postoje svega dvije vrste koje rastu u Namibiji i Južnoafričkoj Republici
Rod je opisan 1985. i u njega je smještena vrsta N. bruce-bayeri. Druga vrsta, N. bruynsii, otkrivena je tek 2005 godine, a rijetka je vrsta koja raste samo na jugu Namibije.

## Vrste
1. Namaquanula bruce-bayeri D.Müll.-Doblies & U.Müll.-Doblies
2. Namaquanula bruynsii Snijman